# Sympycnus montanus
Sympycnus montanus är en tvåvingeart som beskrevs av Van Duzee 1930. Sympycnus montanus ingår i släktet Sympycnus och familjen styltflugor.
Artens utbredningsområde är Idaho. Inga underarter finns listade i Catalogue of Life.